# Ber Joosen
 Embertus Josephus (Ber) Joosen (Krommenie, 8 januari 1924 - Enschede, 28 oktober 2004) was een Nederlands organist, pianist, componist, dirigent en pedagoog.

## Biografie
Reeds op jeugdige leeftijd werd zijn muzikale begaafdheid opgemerkt door zijn pianoleraar Jan Nieland, organist van het Concertgebouw. Hij studeerde van 1946 tot 1951 piano aan het Amsterdams Conservatorium. Onder leiding van Johan van den Boogert voltooide hij zijn pianostudie met twee onderscheidingen, waaronder een voor virtuoze eigenschappen. Sindsdien gaf hij regelmatig concerten op Nederlandse podia en voor de radio, en begeleidde hij artiesten als Aafje Heynis, Jaap Stotijn, Wim Groot, Rom Kalma en John van Kesteren.
Vanaf 1958 was hij als docent voor de hoofdvakken piano en koordirectie verbonden aan het Twents Conservatorium in Enschede. In die laatste hoedanigheid voerde hij onder andere in het begin van de jaren zestig als een van de eersten in Nederland het Requiem van Maurice Duruflé integraal uit. Van 1978 tot 1988 vervulde hij de functie van adjunct-directeur van dit conservatorium. Bij zijn afscheid ontving hij de Koninklijke onderscheiding van Ridder in de Orde van Oranje Nassau.
Tijdens zijn leven dirigeerde hij tal van koren en orkesten waaronder het Koninklijk Hengelo's Mannenkoor, het Enschede's Politie Mannenkoor, het koor Soli Deo Gloria uit Nijverdal, het Rijssens Mannenkoor en Kamerkoor Twente. Voor zijn artistieke bemoeienissen om de Franse koormuziek te promoten – hij voerde onder andere als eerste met een amateurkoor, Soli Deo Gloria Nijverdal, in 1966 het Gloria van Francis Poulenc uit – werd hem op 6 mei 1973 de zilveren medaille van de Société Académique Arts-Sciences-Lettres toegekend. Joosen kreeg de onderscheiding in Nijverdal overhandigd door de Nederlandse componist en ambassadeur van de Académie Française, Marius Monnikendam. Bij diverse uitgeverijen zijn van zijn hand composities en bewerkingen voor koor, orkest en piano verschenen. Vooral zijn koorbundel 'Kerstmis in Europa', bewerkingen van bekende kerstliederen voor SAB-koor en het Ave Maria voor SATB-koor worden door veel koren  in binnen– en buitenland gebruikt.
Ber Joosen was lid van het college van juryleden van de Koninklijke Nederlandse Federatie van Muziekverenigingen en van het Prinses Christina Concours. Hij was 46 jaar organist en 25 jaar dirigent/organist van het Ariënskoor te Enschede, waarvoor hij op 3 mei 1998 de pauselijke onderscheiding Pro Ecclesia et Pontifice ontving. Ber Joosen overleed op 28 oktober 2004 te Enschede.

## Werken
De composities en bewerkingen van Ber Joosen zijn over het algemeen pedagogisch en didactisch van opzet.

### Piano
- Ons Eerste Pianoboek
- Ons Tweede Pianoboek
- Ons Derde Pianoboek
- Drie Eenvoudige Sonatines
- Etudes Melodiques Op.3
- 15 Eenvoudige Melodische Etudes

### Piano (bewerking)
- Friedrich Burgmüller: Melodische Etüden, op. 100
- Antoine-Henry Lemoine: Kinder–Etüden op. 37
- Alphonse Duvernoy: Elementary Studies, op. 176

### Accordeon
- Melodic Studies

### Mannenkoor a capella
- Amen
- Roll, Jordan, Roll
- Set Down
- Soon Ah Will Be Done

### Mannenkoor met orgel
- Veni Creator

### Gemengd Koor (SAB en SATB)
- Ave Maria
- Ave Maria (Bach/Gounod)
- Kerstmis in Europa
- Luister stil naar de wind (Ebel)
- Heilige Nacht (Reichert)
- Herders waakten in de nacht
- Het Koffertje
- Kamperen
- Verslaafd?
- “Au Pair”
- “C.D. Rom-Bom”
- Paardebloem

### Mannenkoor, kinderkoor en 4-handig piano
- Three Impressions

### Kinderkoor
- Thuis

- Gemeinsame Normdatei: 1136810900
- Virtual International Authority File: 3659150033036011180009
- WorldCat: E39PBJpPDYtJGJM8HtRvTk7vHC